# Ricardo Verón
Ricardo Matias Verón est un footballeur argentin né le 22 janvier 1981 à Santa Fe.

## Carrière
- 1999-2000 : San Lorenzo  Argentine
- 2000-2001 : San Lorenzo  Argentine
- 2001-2002 : Reggina Calcio  Italie
- 2002-2003 : Reggina Calcio  Italie
- 2003-2004 : Salernitana Sport  Italie
- 2004-2005 : Reggina Calcio  Italie
- 2004-2005 : CA Lanús  Argentine
- 2005-2006 : San Lorenzo  Argentine
- 2006-2007 : FC Crotone  Italie
- 2007-2008 : AC Sienne  Italie
- 2008-2010 : PAOK Salonique  Grèce
- Depuis 2010 : OFI Crète  Grèce